# 贝尔哈
贝尔哈，是西班牙安达卢西亚自治区阿尔梅里亚省的一个市镇。 总面积250km2, 总人口13312人（2001年），人口密度53人/km2。